# مقاطعة سيينا

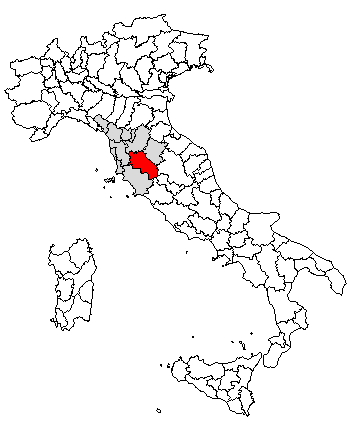
موقع مقاطعة سيينا

مقاطعة سِِينة أو سينا أو (نقحرة: سيينا) (بالإيطالية: Provincia di Siena)‏
مقاطعة إيطالية تقع في وسط البلاد ضمن إقليم تُسكانة، عدد سكانها 260.882 نسمة، ومساحتها 3821 كيلومتر مربع وبها 36 بلدية، عاصمتها مدينة سيينا، تحدها من الشمال مقاطعة فلورنسا، ومن الشمال الشرقي مقاطعة أرِتسة، ومن الشرق إقليم أُمبِرية (عند مقاطعة بروجة ومقاطعة تِرنة)، ومن الجنوب إقليم لاتسيو (عند مقاطعة فِتِربة) ومقاطعة غروسيتو، ومن الغرب مقاطعة بيزا.

## أهم المدن
- Siena سيينا- 54.498 ساكن
- Poggibonsi بودجيبونسي - 28.637 ساكن
- Colle di Val d'Elsa كولي دي فال ديلسا - 20.225 ساكن
- سان جيمنيانو